# Jürgen Bräunlich
Jürgen Bräunlich (* 14. April 1940 in Wüste Marck Malbitz; † 18. August 2014) war ein deutscher Fußballspieler. In der höchsten Spielklasse des DDR-Fußballs, der Oberliga, spielte er für den BFC Dynamo sowie dessen Vorgänger SC Dynamo Berlin. Der Torhüter stand ebenso in der DDR-Nachwuchsauswahl zwischen den Pfosten.

## Sportliche Laufbahn

### Gemeinschafts- und Clubstationen
Seine fußballerische Ausbildung genoss Jürgen Bräunlich zunächst beim SC Dynamo Berlin, aber schaffte dort zunächst nicht den Sprung in die 1. Mannschaft. Spielpraxis im überregionalen Männerfußball der DDR holte sich der junge Torwart zunächst von 1960 bis Dezember 1961 bei der SG Dynamo Hohenschönhausen in der zweitklassigen Liga. Nach der Rückkehr zum Sportclub der Sportvereinigung Dynamo konnte sich Bräunlich über die Oberligareserve ab Mitte der 1960er-Jahre im Erstligakader etablieren. Sein Oberligadebüt gab er am 4. März 1962 bei einer 1:2-Auswärtsniederlage beim SC Aktivist Brieske-Senftenberg. Innerhalb seiner Premierensaison kommt er auf sechs Einsätze.
In den Spielzeiten 1965/66 und 1966/67 bestritt der 1,78 Meter große Keeper alle 26 möglichen Oberligasaisonpunktspiele, wobei in letzterer vom inzwischen als Fußballclub ausgegliederten BFC Dynamo die Klasse nicht gehalten werden konnte. Mit Bräunlich im Tor, der 29 von 30 Partien in der Ligasaison 1967/68 absolvierte, gelang dem BFC der sofortige Wiederaufstieg in die Oberliga.
Im Übergang zu den 1970er-Jahren verliert der KfZ-Meister seinen Stammplatz zwischen den Pfosten des BFC an den drei Jahre jüngeren Werner Lihsa. Am Ende seiner Karriere stehen für den Keeper 141 Matches im ostdeutschen Fußballoberhaus zu Buche. Laut gemeinsamem Saisonvorschauheft von Deutschem Sportecho und fuwo – Die neue Fußballwoche endet seine Laufbahn im Sommer 1971, aber in der folgenden Ligaspielzeit kommt er beim Staffelsieg der BFC-Zweitvertretung noch einmal zum Einsatz.

### Auswahleinsätze
Der Fußballhistoriker Hanns Leske verortete ihn Mitte beziehungsweise Ende der 1960er-Jahre als Nummer 3 hinter Horst Weigang und Jürgen Heinsch in A-Nationalelf und ebenfalls als dritten Torwart in der Olympiaauswahl hinter Jürgen Croy und Wolfgang Blochwitz. In beiden Teams des DFV wurde er aber nicht bei offiziellen Länderspielen eingesetzt.
Dem eigentlichen Alterslimit bereits entwachsen, spielte der 2014 verstorbene BFC-Torwart 1967 in zwei Spielen für die ostdeutsche U-23. Gegen Schweden (0:0) und Dänemark (4:2) mussten Bräunlich und sein Team dabei keine Niederlage hinnehmen.